# 富岡八幡宮 (横浜市)

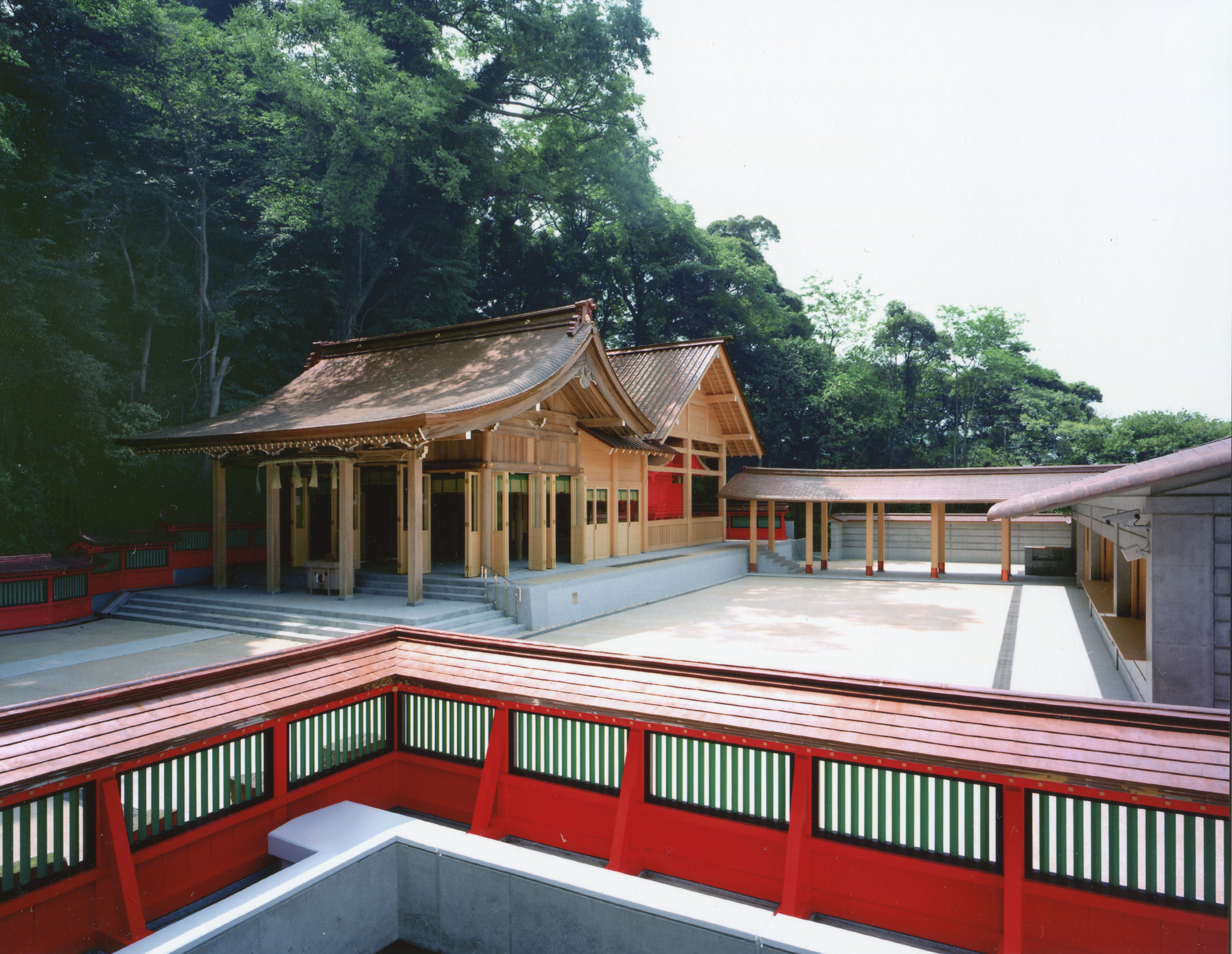
境内

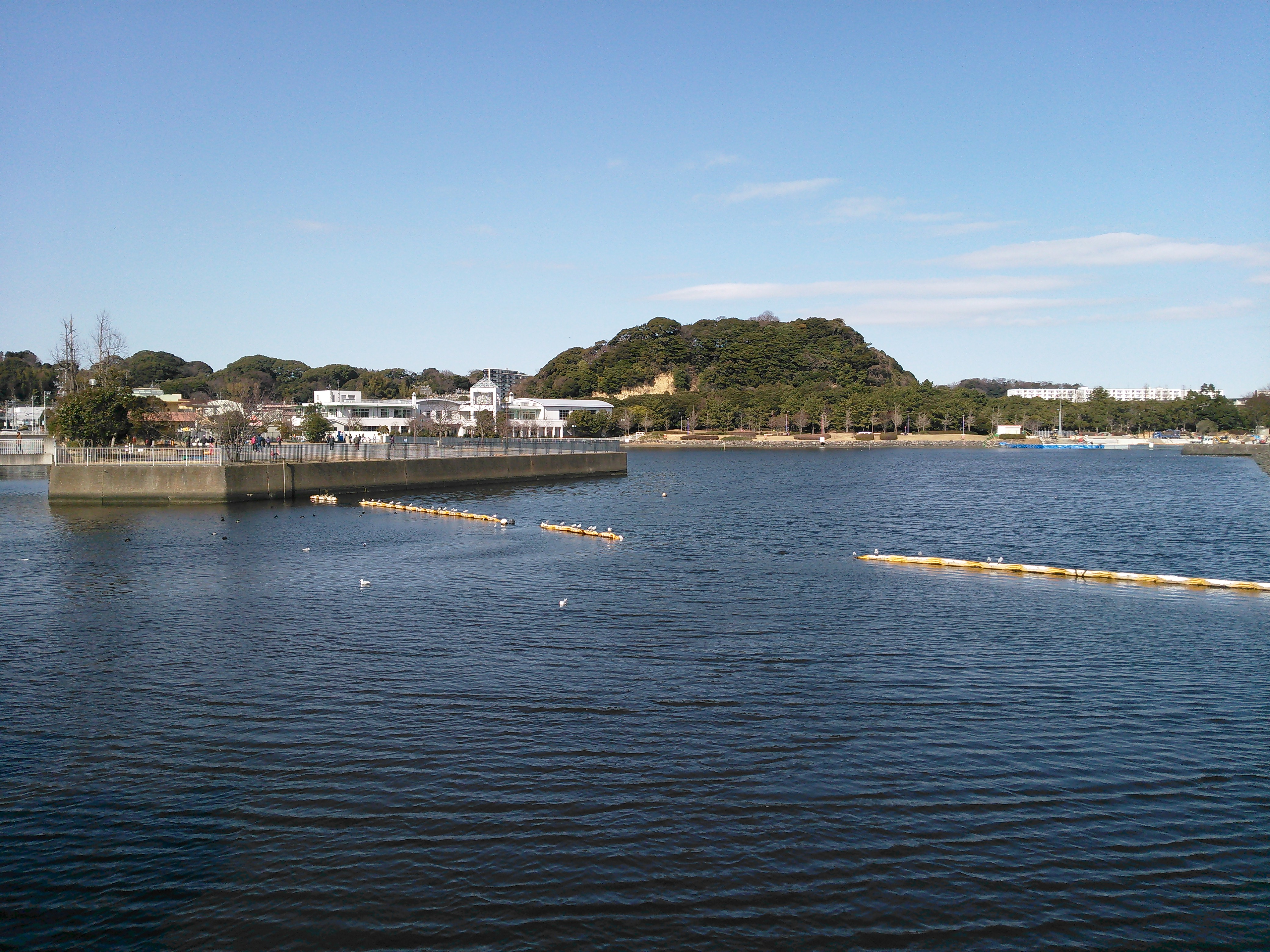
ふなだまり(旧富岡漁港)から見た富岡八幡宮の丘

富岡八幡宮（とみおかはちまんぐう）は、横浜市金沢区富岡東にある神社である。旧社格は村社。別名「波除八幡」。

## 祭神
- 八幡大神
- 蛭子神
- 天照皇大神

## 由緒
建久年間（1190年～1199年）源頼朝が摂津国難波の蛭子神（恵比寿神。西宮神社の末社のものと言われる。）を勧請して創建、安貞年間（1227年～1229年）に八幡神が合祀されたという。八幡宮の山が応長の大津波から富岡地区を守ったことから「波除八幡」の別名を持ち、広く江戸方面からも信仰を集め、深川・富岡八幡宮へ分霊された事は有名である。

## 祭事
- 例大祭　 7月（旧暦6月15日）　「祇園舟」が執り行われる。
- 秋季大祭 9月（旧暦8月25日）　「湯立神楽」が奉納される。
- 卯陪従（うべえじゅう）２月および11月の初卯の日　「湯立神楽」が奉納される。

## 文化財
- 富岡八幡宮の社叢林（横浜市指定天然記念物）

## 所在地・交通
神奈川県横浜市金沢区富岡東四丁目5-41
- JR新杉田駅より市営バス294系統　「八幡公園前」下車すぐ。
- JR磯子駅より京浜急行バス4系統　「宮の前」下車、徒歩約5分。
- 京急本線京急富岡駅より徒歩約15分。